# Lambsheim
Lambsheim è un comune di 6.308 abitanti della Renania-Palatinato, in Germania.
Appartiene al circondario (Landkreis) del Rhein-Pfalz-Kreis (targa RP). Lambsheim è parte e il capoluogo della comunità amministrative (Verbandsgemeinde) Lambsheim-Heßheim.